# Роман (Чорогарю)
Епи́скоп Рома́н (рум. Episcopul Roman, в миру Ромул Николае Чорогарю, рум. Romul Nicolae Ciorogariu; 6 декабря 1852, Печика, Австрийская империя — 21 января 1936, Орадя, королевство Румыния) — религиозный, политический, общественный и педагогический деятель Трансильвании с 1880 годов до кончины, которая до 1918 года находилась в составе Австро-Венгрии, а после решения Великого Национального собрания в Алба-Юлии, участником которого он был, от 1 декабря 1918 году вошла в состав Королевства Румыния. С 1901 года — православный священник автокефальной Германштадской митрополии, с 1921 года до смерти — епископ Орадский Румынской православной церкви. Почётный член Румынской Академии (1921).

## Биография
Родился 6 декабря 1852 года в коммуне Печика в жудеце Арад. На крещение получил имя Ромул Николай.
Он посещал начальную школу в своей родной школе, где его учителем был Йоан Арделяну, и среднюю школу в венгерских средних школах в Араде, Братиславе и Ходмезёвашархее, где он также сдал и сдал экзамен на степень бакалавра. В 1873—1874 учебном году он поступил в юридическую академию в Ораде, но провёл больше времени в доме Давида Никоарэ из Алетеи в качестве частного учителя и канцлера.
Осенью 1874 года он начинает свою военную службу и проводит добровольную стажировку в знаменитом румынском пехотном полке № 50 из Алба-Юлии. В следующем году он поступил в богословский институт в Араде. После завершения богословских курсов в конце 1876—1877 учебного года епархиальная консистория в Араде даёт ему возможность уехать за границу со стипендией, чтобы специализироваться в качестве учителя теологии.
Поступил в Лейпцигский университет со специализацией в области педагогики и психологии. Здесь он слушает курсы философии основателя психо-физики профессора Вильгельма Вундта, представителя гербартской педагогики Морица Вильгельма Дробиша, представителя протестантской ортодоксальной школы Кристофа Эрнста Лютардта, экзегета и гебраиста Франца Делича. Здесь они участвуют в курсах профессоров философии Юргена, Бонны и Майера и преподавателей древней католической теологии Реуш, Лангена и Нота.
После завершения университетских курсов он возвращается в Арад. Здесь он вскоре поступил на службу в епархиальную консисторию, сначала в качестве офисного работника, а затем, с 1880 года, в качестве архивариуса. Также в этом году он назначен заместителем профессора в Педагогическо-богословском институте в Араде, который будет применяться с предпочтением к богословским исследованиям. В этот период у него был конфликт с епископом Иоанном (Мециану), что привело к его временной отставке в 1889 году. В 1891 году епископ Иоанн (Мециану) возвращает его. Но он снова временно отстранён от платежей венгерским правительством. Первое приостановление имело место в связи с участием Чоронгарю в Конгрессе национальностей в Будапеште в 1895 году, а во второй раз, когда он вместе с секретарём консистории Василе Голдишем был обвинён венгерскими властями в их действиях против интересов государства.
В дополнение к кафедре богословия в 1900 году епископ Чоронгарю по поручению епископа Иосифа Гольдиша получил временное руководство школьной секцией в Епархиальном консистории. В том же году Епархиальное собрание избирает его в качестве советника-референта этого отдела. За хорошие услуги, оказанные церкви и школе в этом качестве, Епархиальное собрание выражает ему свою благодарность, подводя итоги собрания.
Он также участвовал во многих мероприятиях, представляющих общественный интерес. Например, он участвовал в поддержке инициативы епископа Иоана Мециану о строительстве здания для Педагогическо-богословского института из взносов приходов епархии. Таким образом, Чорогарю сумел собрать из родного села 1500 флоринов, в условиях, когда епископ доверил ему подписной лист, через который можно собрать не менее 500 флоринов. Учитывая успех в Печике, он занимается сбором средств и в коммунах Чиклэу и Пил, где ему удаётся собрать по 1000 флоринов в каждой. В результате епископу удалось собрать 54 000 флоринов вместо первоначально планировавшихся 20 000. Таким образом, можно было бы собрать достаточно средств для строительства здания педагогическо-богословского института в Араде.
С 1880 года участвовал в работах «Национальной ассоциации» в Араде: сначала в качествe нотариуса в совете и, с 1909 года, в качестве вице-президента. Он также становится членом всех церковных корпораций: в Синоде и Епархиальной Консистории, затем в Консистории Германштадской митрополии и Национальном церковном конгрессе, в Делегации конгресса по иерархическому разделению, в Комитете фонда Елены Гибы Бирты, в Комиссии по изучению других кандидатов в священство и некоторые почётные функции от Епархиального консистории и епископов Арадских.
10 марта 1900 году в Монастыре Ходош-Бодрог его настоятелем, архимандритом Августином (Хамзой), был пострижен в монашество с наречением имени Роман. Вскоре был рукоположён в сан иеродиакона, а в фомино воскресенье 1901 года — в сан иеромонаха.
Также в 1901 году он был назначен директором педагогическо-богословского института в Араде вместо архимандрита Августина (Хамзы), который был переведён на должность настоятеля монастыря Ходош-Бодрог. Он остаётся на посту профессора и директора Педагогическо-богословского института до 1916 года. В знак признания своей деятельности епископ Иоанн (Папп) наградил его в 1903 году красным поясом и в 1904 году по случаю святых Церкви в Шиманде, возведён в достоинство протосинкелла.
Также во время своего пребывания в Араде он стал участвовать в национально-политических, церковных и культурных движениях. Он основал и поддерживал вместе с Василе Мангра и Руссу Чириану, Николае Онку, Аурелом Сучу и Михаилом Величи газету «Tribor poporului», название которой было позже изменено на «Tribuna». С 1 января 1900 года и до 1 октября 1917 года он занимался составлением официального органа Арадской епархии, «Biserica și Școala» («Церковь и школа»), в которой хотел продолжить образование своих учеников из богословской семинарии, принявших священный сан.
В 1917 году он был единодушно избран епархиальным собранием епископским викарием (благочинным) в Ораде. Тем не менее, правительство Тиса отказалось одобрить запрос, потому что это был единственный из сановников греко-католической и православной церкви, который не усилил протест, запланированный венгерским правительством против включения Трансильвании в границы Румынии. В конце концов, граф Апоньи допустил временное положение 3 октября 1917 года при условии возвращения к доработке после разъяснения пункта об автономии церкви.
В течение 1917—1919 годов он поддерживал атмосферу прорумынской пропаганды в Бихоре. После начала революции 1919 года его забрал из своего дома патруль солдат Шеклера и приговорил к смертной казни, но в итогу казнь не состоялась.
Роман Чорогарий возглавил руководство возрождаемой Орадской епархии, став в 1917 году епископским викарием. Собственного епископа в Ораде не было с момента смерти Ефрема (Вениамина) в 1695 году. До XX века Орада относилась к Арадской епархии, её возглавлял епархиальная консистория, председателем которого был епископский викарий. Таким образом, учитывая длительное отсутствие епископа, Роман (Чорогарю), занявшего должность епископского викария, боролся с этой позиции в первую очередь за восстановление Орадской епархии. По случаю визита королевской четы в Орадю в мае 1919 года он получил обещание короля Фердинанда I в этом отношении. Акция будет реализована вскоре после того, как парламент примет решение о создании. Первый епархиальный Синод новой епархии состоялся 16 октября 1920 года, во время которого Роман (Чорогарю) был единогласно избран епископом Орадским. В том же году он возведён в сан архимандрита, но из-за покушения в Сенате церемония отложена. Во время этой атаки он был ранен в правую руку. Наконец 26 марта 1921 года в часовне митрополитской церкви Бухареста состоялась его епископская хиротония. 29 марта 1921 года он получил инвеституру от короля Фердинанда I, а 2 октября того же года состоялась его интронизация.
Был активно вовлечён в организацию новой епархии, привлекая в качестве сотрудников известных людей из школьной и церковной жизни. В 1923 году он выступил за создание у себя в епархии православной богословской академии, учитывая тот факт, что в Орадя были только высшие учебные заведения, посвящённые изучению римско-католической и греко-католической теологии. В конце концов он сумел заложить основы, получив в то же время собственное место для него, учитывая тот факт, что первоначально он функционировал в здании Юридической академии. 6 декабря 1924 года был открыт и богословский интернат (Internatul Teologic). В феврале 1931 года с помощью государства он купил нынешний епископский особняк и сразу же после обнародования закона об аграрной реформе лично вмешался, вмешивается лично для собственности епархии и всех приходов в епархии. Кроме прихода, академии и интерната, он также основал и поддерживал различные учреждения, учреждения культуры, фонды и ассоциации.
Он умер 21 января 1936 года, потому что был стар и болен, его тело было помещено в гробницу в нефе «Лунной» церкви в Орадя. Его похороны состоялись 23 января 1936 года. В них приняли участие многочисленные личности: митрополит Трансильванский Николай, епископ Карансебешский Василий, епископ Арадский Андрей, архимандрицы, протопопы, преподаватели богословских академий Сибиу, Араде, Карансебеше, Ораде, епархиальные советники, священники прихода, префект жудеца Бихор, И. П. Бэнчилэ, примар муниципия Орадя Василе Бледя, депутат Нарва Косма, а также представитель короля Карла II, майор Теофил Сидорович и Аврам Имброан, представитель правительства и госсекретаря Министерства культов. Религиозная погребальная служба была проведена высшими церковными лицами в соборе священников во главе с митрополитом Трансильванским Николаем.